# Henry Chalfant
 (mars 2021).
La mise en forme du texte ne suit pas les recommandations de Wikipédia : il faut le « wikifier ».
Les points d'amélioration suivants sont les cas les plus fréquents. Le détail des points à revoir est peut-être précisé sur la page de discussion.
- Les titres sont pré-formatés par le logiciel. Ils ne sont ni en capitales, ni en gras.
- Le texte ne doit pas être écrit en capitales (les noms de famille non plus), ni en gras, ni en italique, ni en « petit »…
- Le gras n'est utilisé que pour surligner le titre de l'article dans l'introduction, une seule fois.
- L'italique est rarement utilisé : mots en langue étrangère, titres d'œuvres, noms de bateaux, etc.
- Les citations ne sont pas en italique mais en corps de texte normal. Elles sont entourées par des guillemets français : « et ».
- Les listes à puces sont à éviter, des paragraphes rédigés étant largement préférés. Les tableaux sont à réserver à la présentation de données structurées (résultats, etc.).
- Les appels de note de bas de page (petits chiffres en exposant, introduits par l'outil «  Source ») sont à placer entre la fin de phrase et le point final[comme ça].
- Les liens internes (vers d'autres articles de Wikipédia) sont à choisir avec parcimonie. Créez des liens vers des articles approfondissant le sujet. Les termes génériques sans rapport avec le sujet sont à éviter, ainsi que les répétitions de liens vers un même terme.
- Les liens externes sont à placer uniquement dans une section « Liens externes », à la fin de l'article. Ces liens sont à choisir avec parcimonie suivant les règles définies. Si un lien sert de source à l'article, son insertion dans le texte est à faire par les notes de bas de page.
- La présentation des références doit suivre les conventions bibliographiques. Il est recommandé d'utiliser les modèles {{Ouvrage}}, {{Chapitre}}, {{Article}}, {{Lien web}} et/ou {{Bibliographie}}. Le mode d'édition visuel peut mettre en forme automatiquement les références.
- Insérer une infobox (cadre d'informations à droite) n'est pas obligatoire pour parachever la mise en page.

Pour une aide détaillée, merci de consulter Aide:Wikification.
Si vous pensez que ces points ont été résolus, vous pouvez retirer ce bandeau et améliorer la mise en forme d'un autre article.
Pour les articles homonymes, voir Chalfant.
Henry Chalfant né le 2 janvier 1940 est un photographe et réalisateur américain connu pour ses travaux sur le graffiti, le break dance et la culture hip-hop. Ses photographies figurent notamment dans les collections du Metropolitan Museum of Art à New York et du Carnegie Institute à Pittsburgh.

## Expositions
Liste non exhaustive
- Maquis-art Hall of Fame, (2017 - 2018); L'Aérosol, Paris
- 1980 (2017) Speerstra Gallery, Paris, France
- 1980 (2016) Eric Firestone Loft, New York
- Henry Chalfant (2014) Steven Kasher Gallery, New York
- City as Canvas: Graffiti Art From the Martin Wong Collection (2014) Museum of the City of New York
- Moving Murals (2014) City Lore Gallery, New York
- Art in the Streets (2011) Museum of Contemporary Art, Los Angeles
- Whole in the Wall (2009) Helenbeck Gallery, New York
- Born in the Streets (2009) Fondation Cartier pour l'Art Contemporain, Paris
- Burners (2006) Speerstra Gallery, Paris, France
- Art is not a crime (2003) Speerstra Gallery, Paris, France
- Hip Hop (2000) EMP Museum, Seattle
- Urban Mythologies (1999) Bronx Museum of the Arts, New York
- Art of the American Century Part ll (1999) Whitney Museum of American Art, New York
- Hip Hop: A Cultural Expression (1999) Rock and Roll Hall of Fame, Cleveland
- Since the Harlem Renaissance: 50 Years of Afro-American Art (1985) Bucknell University, Lewisburg
- Content, a Contemporary Focus 1974-1984 (1984) Hirshhorn Museum, Washington, D.C.
- The Comic Art Show (1983) Whitney Downtown, New York
- Elaine Benson Gallery (1981) Bridgehampton, New York
- Sculptors Guild (1981) Bronx Botanical Garden, New York
- New York/New Wave (1981) P.S.1 Contemporary Art Center, New York
- 55 Mercer Gallery (1978), New York
- O.I.A. (1977) Battery Park, New York
- Three Rivers Arts Festival (1977), Pittsburgh
- Sculptors Guild, Lever House (1974), New York
- 14 Sculptors Gallery (1973), New York
- A-Dieci Gallery (1970), Padua